# 악역 (프로레슬링)
악역(惡役)은 프로레슬링에서 관중들에게 모욕적인 언행을 하거나 비겁하고 정당하지 못한 방법으로 경기를 진행하는 역할을 맡고 있는 프로레슬러들을 말한다. 북미권에서는 힐(Heel)이라고 하며 선역의 반대 개념이다. 보통 관중들은 악역에게 야유를 보내지만, 일부 악역 선수들 가운데는 반칙을 사용하거나 비겁하게 경기를 수행하고도 선역보다 더 큰 환호를 받는 경우도 있다. 대표적인 예로는 은퇴한 프로레슬러 릭 플레어를 예로 들 수 있다. 악역 선수들은 주로 검은색 경기복을 입고 출전한다.